# Здание Чикагской торговой палаты
Здание Чикагской торговой палаты — небоскрёб в Чикаго, штат Иллинойс, США. Являлось самым высоким зданием Чикаго с 1930 по 1965 годы. Здание включено в реестр исторических мест США 16 июня 1978 года. Первоначально здание было построено только для Чикагской торговой палаты, которая в 2007 году объединилась с Чикагской товарной биржей.
Верх здания украшает скульптура богини плодородия по древнеримской мифологии Цереры, изготовленная из нержавеющей стали. Выбор скульптуры не был случайным. В здании Чикагской торговой палаты находилась самая крупная биржа по торговле зерном. 
Здание Чикагской торговой палаты неоднократно использовалось при съёмках различных фильмов. К примеру, оно использовано в качестве штаб-квартиры компании Уэйн Энтерпрайз в фильме Бэтмен: Начало. В начале фильма здание отлично просматривается в панораме Готэма вместе с Уиллис-тауэр и Центром Американской телефонно-телеграфной компании.
Кроме того, здание было использовано в следующих фильмах:
- Феррис Бьюллер берёт выходной[2]
- Неприкасаемые
- Проклятый путь[3]
- Тёмный рыцарь[4]

## Галерея

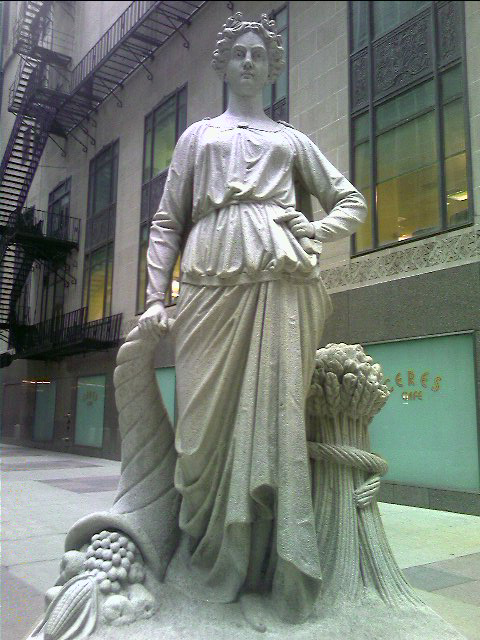
Статуя земледелия
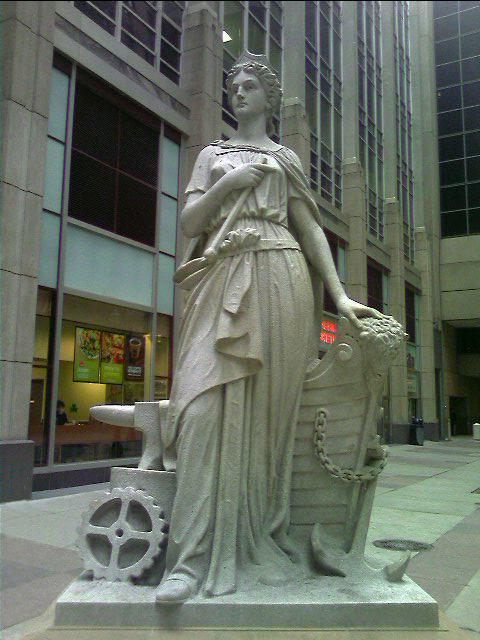
Статуя промышленности
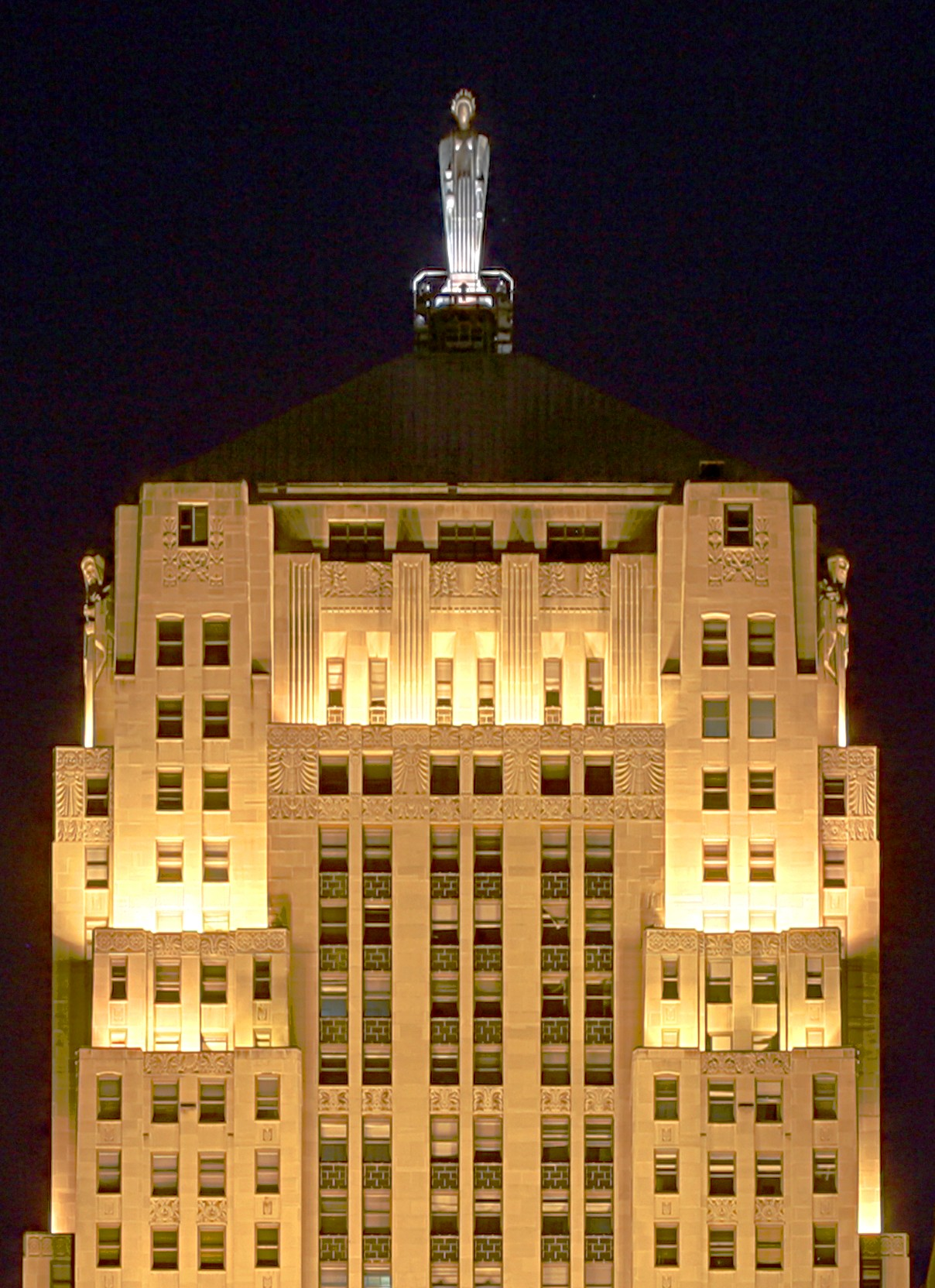
Здание торговой палаты ночью.